# Sorociîne, Petrîkivka
Sorociîne (în ucraineană Сорочине) este un sat în comuna Șulhivka din raionul Petrîkivka, regiunea Dnipropetrovsk, Ucraina.

## Demografie
Componența lingvistică a localității Sorociîne
     Ucraineană (97,5%)
     Alte limbi (0,56%)
Conform recensământului din 2001, majoritatea populației localității Sorociîne era vorbitoare de ucraineană (97,5%), existând în minoritate și vorbitori de armeană (1,94%).